# タッツア・ドーロ

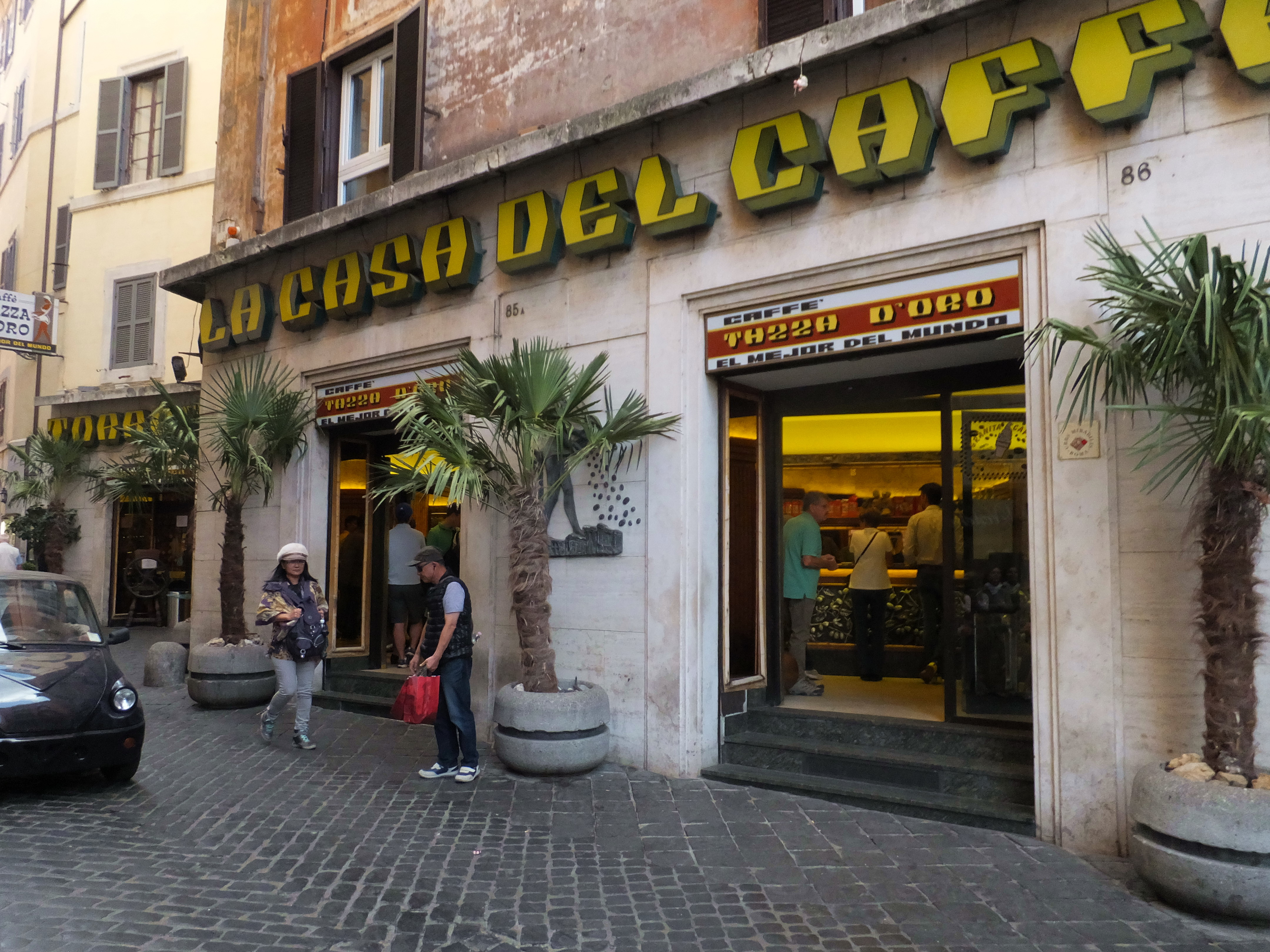
タッツア・ドーロ

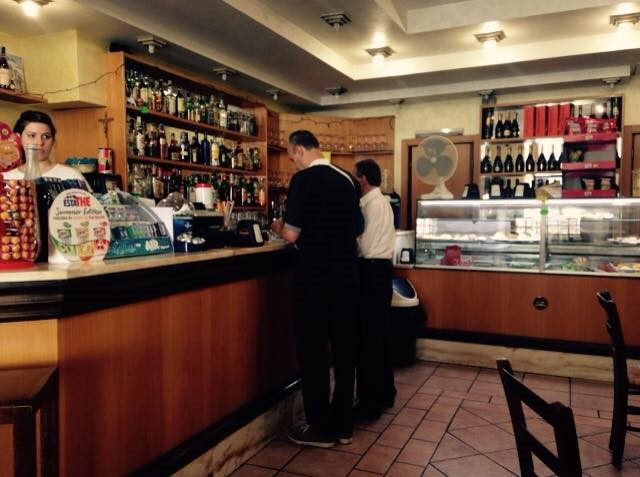
タッツア・ドーロ

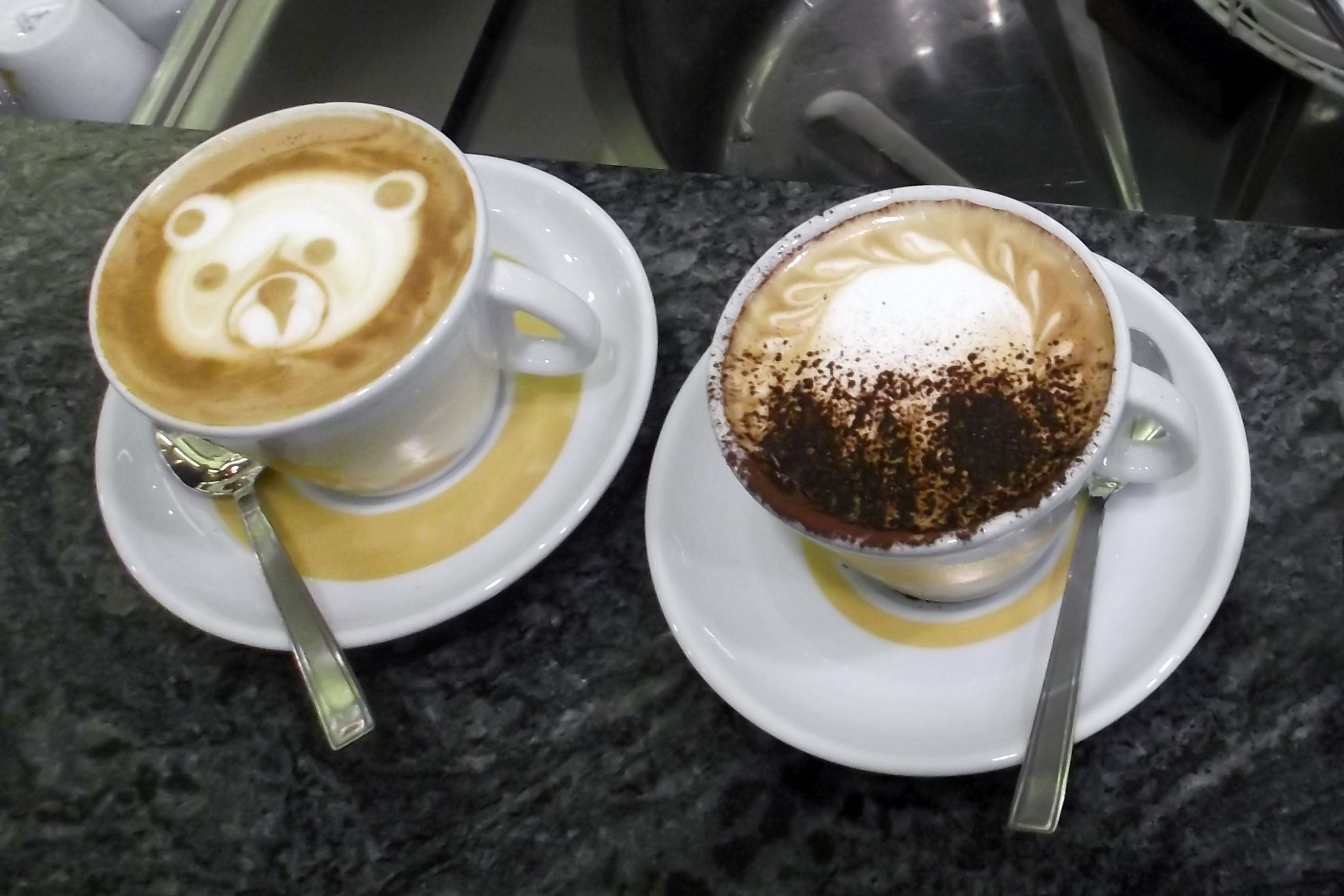
タッツア・ドーロのカプチーノ

ラ･カーザ・デル・カフェ・タッツア・ドーロ（LA CASA DEL CAFFÈ TAZZA D'ORO）とは、イタリアのローマにある老舗カフェ。1947年に創業。

## 店名の由来
「TAZZA D'ORO」とは、「金のカップや、黄金の一杯」という意味。

## 名物
グラニータ・ディ・カフェ・コン・パンナ（Granita di caffè con panna） - ローマの夏の風物詩のコーヒー・シャーベットの生クリーム添え。

## 参照
- 武蔵野珈琲店マスターのイタリアカフェ紀行⑧タッツァ・ドーロ他／ローマ - 吉祥寺と周辺の街散歩
- Ｒｏｍａの軽食　－美術館めぐりの合間に一息　(^_^)/　　③
- あるもん探しの旅: トロける夏の誘惑 イタリア編

## アクセス
- パンテオン (ローマ)の横で、かつてコーヒー焙煎所が軒を連ねていた界隈にある。